# Rembang (plaats in Rembang)
Rembang is een bestuurslaag in het regentschap Pasuruan van de provincie Oost-Java, Indonesië. Rembang telt 5653 inwoners (volkstelling 2010).